# トラフィックパターン
トラフィックパターン（英: Airfield Traffic Pattern）は、空港などの滑走路に目視で離着陸する航空機が飛行する標準の飛行経路であり、滑走路を含む直線を一辺とする周回経路である。場周経路（じょうしゅうけいろ）とも言う。

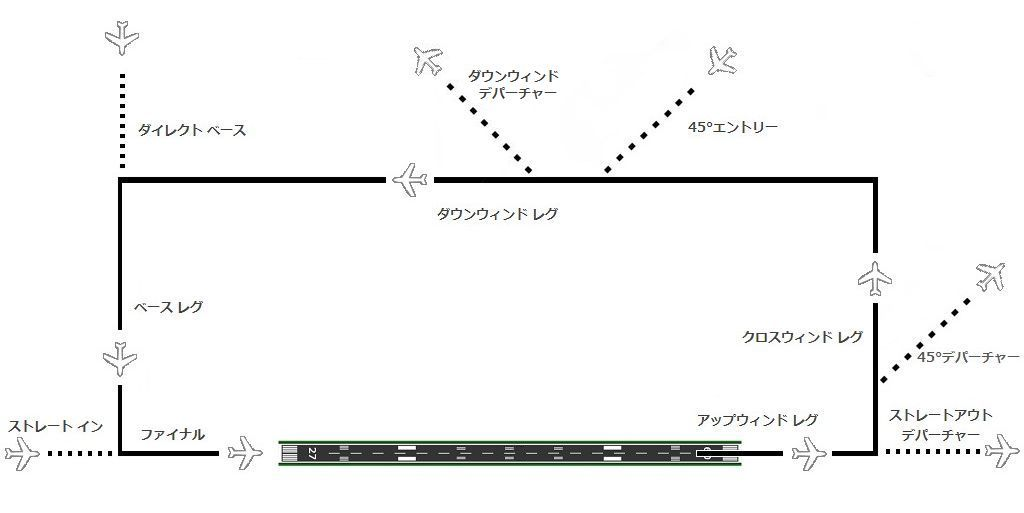
トラフィックパターン 左回り場周経路。経路を示す線は概念であり直角に旋回する事は不可能。

## 概要
航空機が滑走路から離陸してから90度旋回し、離陸した滑走路と平行逆向きに飛行した後、再び90度旋回し、元の滑走路に戻って着陸する周回コースのことをトラフィックパターンという。この空路は文字通り航空機の交通整理に利用される。トラフィックパターンは滑走路を長辺とする長方形の飛行コースであり、長方形の各辺は、滑走路から数えて順に以下のように呼ばれる。なお、トラフィックパターンのコース長に明確な規定はないが、トラフィックパターン内でエンジントラブルなどが発生しても、安全に滑走路に戻ってくることができる範囲内のコース長であることが多い。
有視界飛行方式による飛行や視認進入で空港に着陸する航空機は、最初にトラフィックパターンのダウンウィンド（後述）に誘導されることが多い。
海軍航空隊では空母への着艦を想定し、陸上に着陸する場合でもトラフィックパターンは円形を描くレーストラックパターンを基本としている。

## トラフィックパターンの構成
トラフィックパターンの標準経路は左回りである。空港や運航状況によっては右回りのトラフィックパターンも利用され、この場合は特に「ライトトラフィック」と呼んで区別される。
以下に左回りのトラフィックパターンを一周する経路の構成を順に挙げる。

### アップウィンド・レグ
滑走路を含む直線上の上空。滑走路の上空そのものである。アップウィンドで離陸後安定上昇する。離着陸は通常向かい風（アップウィンド）で行われるため、こう呼ばれる。

### クロスウィンド・レグ
アップウィンドから左に90°旋回して到達する飛行コース。滑走路に対して直交する、トラフィックパターンの長方形の短辺にあたる。横風（クロスウィンド）を受けるコースであることからこのように呼ばれる。

### ダウンウィンド・レグ
クロスウィンドを一定時間飛行後さらに90°左に旋回して到達する飛行コース。滑走路に対して平行で、トラフィックパターンの長方形の長辺にあたる。滑走路と並行するコースであるが、逆向きに飛行することから追い風（ダウンウィンド）を受けるため、このように呼ばれる。

### ベース・レグ
離陸した滑走路全体を斜め後ろにみることができる位置までダウンウィンドを飛行した後、再度90°左に旋回して到達する飛行コース。滑走路に直交する、トラフィックパターンの長方形の短辺にあたる。飛行場（ベース）に進入するコースであるため、このように呼ばれる。
ベースレグを一定時間飛行して着陸する滑走路の正面に到達した後は、90°左に旋回して再度アップウィンドに進入し、着陸の最終態勢（ファイナル）にはいる。

## 着陸進入
航空機は必ずトラフィックパターンのどこかに進入してから着陸する。有視界飛行の航空機は、ダウンウィンドで一旦トラフィックパターンに合流しそのまま着陸することが多い。
滑走路に対して着陸進入を試みる方角により以下の着陸法も多く行われる。

### ストレートイン
着陸しようとする滑走路に正対して真っ直ぐに進入する場合に、直接アップウィンドレグ（ファイナル）に入り、そのまま着陸する方法をストレートインと呼ぶ。

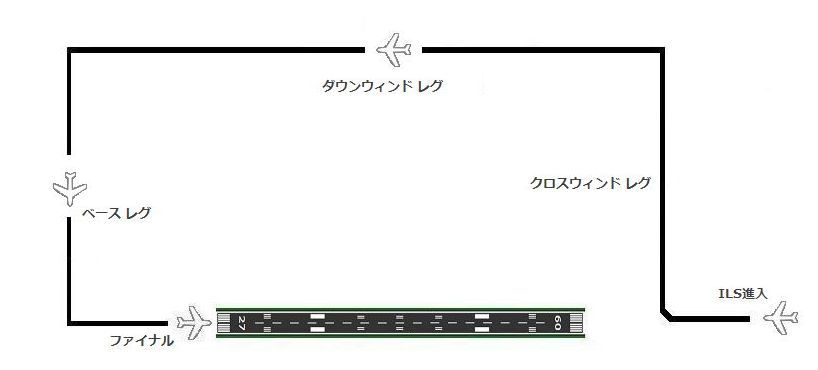
サークリングアプローチ概念図。滑走路09へと計器進入後、場周経路へと移行し、反対側である滑走路27に着陸する。

### サークリングアプローチ
着陸しようとする滑走路に真っ直ぐに正対して進入しているが、風向きなどの理由からストレートインできずに、滑走路の反対側まで回りこまなくてはならない場合、サークリングアプローチが行われる。
サークリングアプローチでは、目視やILSなどの計器で進入してきた後、クロスウィンド・ダウンウィンド・ベース・ファイナルと順に辿り、滑走路の反対側の端まで回りこむ。
ILSを滑走路の片方側にしか設置していない空港などで行われる。

### ダイレクトベース
滑走路に対して垂直に進入する場合、ダイレクトベースと呼ばれる着陸方式が取られる。ダイレクトベースでは、ダウンウィンドを経由せずに直接ベースレグに進入する。その後、ファイナルへ入り、着陸する。
交通量が多い場合などは、ダイレクトベースを行わずに、ダウンウィンドへ誘導されることもある。